# Ammoelphidiella
Ammoelphidiella es un género de foraminífero bentónico de la subfamilia Faujasininae, de la familia Elphidiidae, de la superfamilia Rotalioidea, del suborden Rotaliina y del orden Rotaliida. Su especie tipo es Ammoelphidiella antarctica. Su rango cronoestratigráfico abarca el Pleistoceno.

## Clasificación
Ammoelphidiella incluye a la siguiente especie:
- Ammoelphidiella antarctica †